# Sparnopolius hyalinus
Sparnopolius hyalinus är en tvåvingeart som först beskrevs av Fabricius 1805.  Sparnopolius hyalinus ingår i släktet Sparnopolius och familjen svävflugor. Inga underarter finns listade i Catalogue of Life.